# Hans-Heinz Dum
Hans-Heinz Dum, auch Hans Heinz Dum (* 24. Oktober 1906 in Etsdorf am Kamp; † 12. August 1986 in Karlstein) war ein nationalsozialistischer Kreisleiter im Kreis Krems, u. a. SA-Sturmbannführer und Publizist.

## Leben
Hans-Heinz Dum trat zum 1. Oktober 1929 der NSDAP bei (Mitgliedsnummer 116.018). Bereits 1933 wurde er erstmals Kreisleiter von Krems. Ab 1934 wurde er, da ab 19. Juni 1933 die NSDAP in Österreich verboten war, illegaler Kreisleiter des Kreises Waldviertel. Am 8. Mai 1938 wurde er Kreisleiter des Kreises Krems, welcher er formal bis Februar 1941 blieb. 1938/39 war er im Zivilprozess zwischen dem halbjüdischen Unternehmer Oskar Wolter, welcher einen pharmazeutischen Likörbetrieb in Krems führte, und Alarich Zumpfe Zeuge. Zumpfe sollte im Zuge der Arisierung den Betrieb von Wolter kaufen, Wolter wehrte sich dagegen und Dum, da ihm an einer raschen Abwicklung gelegen war, intervenierte bei der Vermögensverkehrsstelle, um eine schnelle Übertragung einer Vollmacht für den Betrieb zu erreichen. Ebenso setzte er sich für „arisierte“ Wohnungen in Krems ein, welche dann durch „deutsche Volksgenossen“ besetzt werden sollten, und konnte erreichen, dass Krems zur Gauhauptstadt wurde.
Ab März 1940 leistete Dum Wehrdienst und wurde in dieser Zeit von Anton Wilthum als Kreisleiter vertreten, welcher nach Dums Rückkehr das Amt übernahm. Dum wurde Anfang Februar 1941 stattdessen zum Kreisleiter von Horn (Niederösterreich) ernannt. In dieser Funktion erreichte er gemeinsam mit dem Parteimitglied Josef Höbarth, dass die älteste Hakenkreuzdarstellung des Deutschen Reiches, ein steinzeitliches Objekt aus Mold bei Horn, museal ausgestellt wurde. 1943 veröffentlichte Dum eine Sammlung von Symbolen, welche im Waldviertel, sei 1938 „Ahnengau des Führers“, die Jahrtausende alte Blutquelle der in Waldviertel wohnenden Arier belegen sollte.
Im März 1943 trat Hans-Heinz Dum der Allgemeinen SS bei und meldete sich im Juni 1944 zur Waffen-SS. Zu diesem Zeitpunkt schied er auch aus dem Amt des Kreisleiters von Horn aus. Dum war auch Gauredner und SA-Sturmbannführer. Sein Name taucht auf den Listen des SS-Personals für das Konzentrationslager Stutthof auf, ohne dass eine konkrete Verwendung festgestellt werden konnte.
Hans-Heinz Dum war Träger des Blutordens, der Ostmarkmedaille, des Kriegsverdienstkreuzes II. Klasse und der NSDAP-Dienstauszeichnung in Silber.
Am 10. Oktober 1946 wurde ein Verfahren gegen Dum und weitere Beschuldigte vor dem Volksgericht Wien u. a. wegen „Funktionen im NS-Regime“. Bzgl. der Arisierung des Betriebes von Oskar Wolter 1938/39 berief sich Dum im Verfahren auf „Erinnerungslosigkeit“. Er wurde am 22. April 1948 durch das Volksgericht Wien zu zehn Jahren „schweren Kerkers“ verurteilt, jedoch bereits nach 14 Monaten Haft in der Strafanstalt Stein am 17. August 1949 vom Bundespräsidenten begnadigt.
Hans-Heinz Dum engagierte sich in weiterer Folge in zahlreichen Organisationen, unter anderem dem Sozialen Friedenswerk, dem Hermann Löns-Kreis, der Kameradschaft IV der Waffen-SS sowie des Komitees zur Wahl eines nationalen Deutsch-Österreichers. 1979/1980 engagierte er sich im Rahmen des Komitees zur Wahl eines nationalen Deutsch-Österreichers politisch für die Wahl Norbert Burgers zum Bundespräsidenten. Er stand auch dem rechtsextremen Deutschen Kulturwerk Europäischen Geistes (DKEG) nahe.

Nach dem Krieg veröffentlichte er mehrere Bücher u. a. mit Gedichten. Sein Gedicht „Eine deutsche Hoffnung“ endet folgendermaßen:
Aus den Gräbern wird sich ein Singen erheben,
das deinen Namen preist,
von der Etsch bis an den Belt:
Deutschland, Deutschland,
über alles,

über alles in der Welt.
Er war auch Mitglied der rechtsextremen Kulturorganisation Verein Dichterstein Offenhausen, dessen stellvertretender Vorsitzender er war und erhielt 1983 von dieser das Dichtersteinschild verliehen. Dum schrieb auch für den Eckartboten, die Deutsche National-Zeitung und der geschichtsrevisionistischen Deutschen Wochen-Zeitung.

## Werke (Auswahl)
- gemeinsam mit Heinrich Strecker: Deutsch-Österreich ist frei: Lied. Robitschek, Wien, 1938.
- Sinnbilder im Waldviertel. Herausgeber: Hauptpresseamt Niederdonau der NSDAP, St. Pöltner Zeitungs-Verlags-Gesellschaft, St. Pölten, 1943.
- Das Unversehrte Gedichte. Baustein-Verlag, 1971.
- gemeinsam mit Heinz Wamser: Grenzlandnot in Niederösterreich. Mensch und Wirtschaft. Österreichische Landsmannschaft, Wien, 1972.
- Das Dunkle zu beugen: Gedichte, Lyrikpreisträger 1977 des Deutschen Kulturwerks Europäischen Geistes, München. Ledermüller-Verlag, München, 1978.
- Robert Hamerling, 1830–1889. Ledermüller, München, 1980.
- Schildträger: Gedichte und Prosa um den Dichterstein Offenhausen. Arndt-Verlag, Vaterstetten, 1976.
- Wort und Weg: Gedichte. Hohenstaufen-Verlag, Berg, 1986.